# Mircea Tiberian

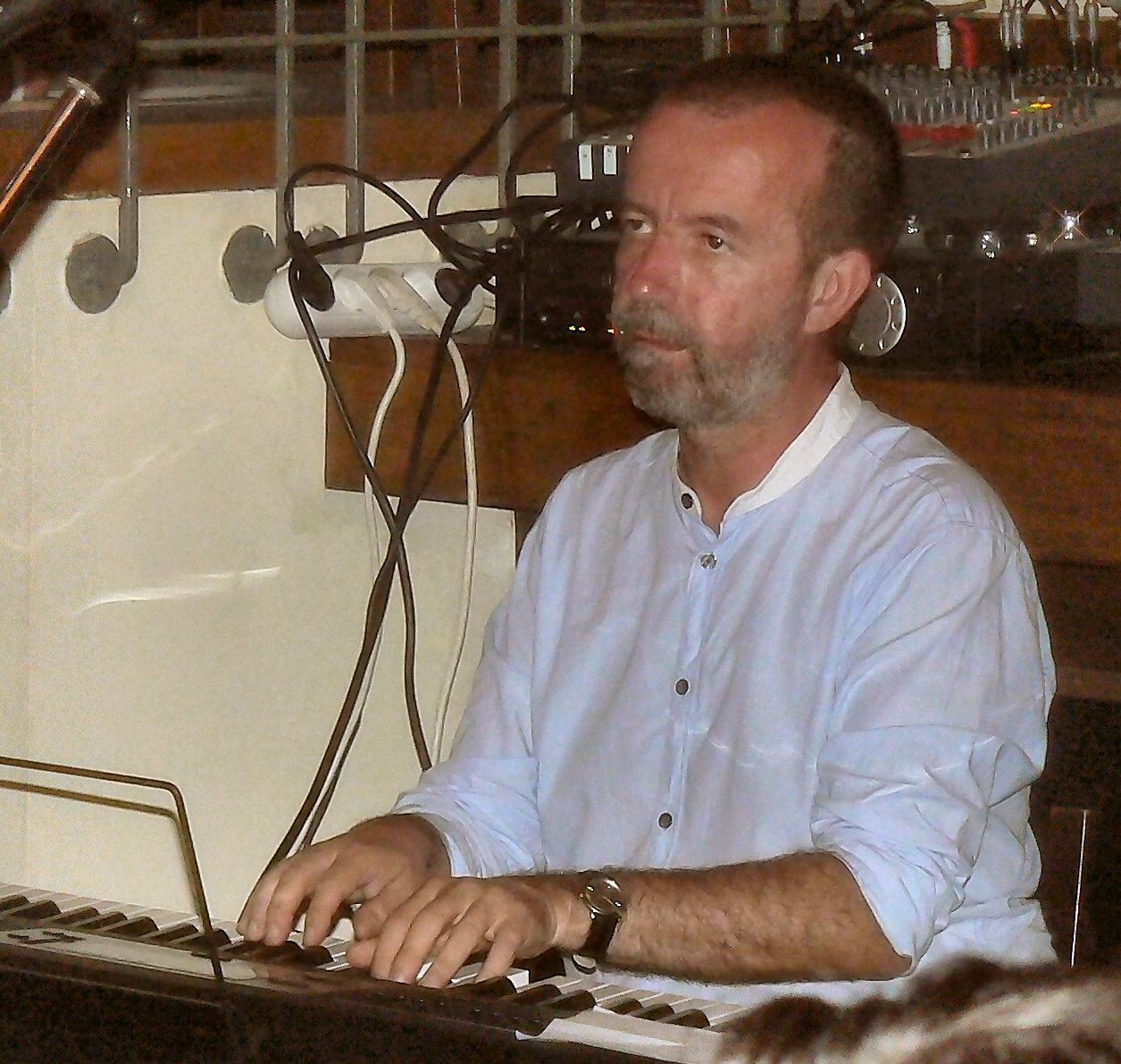
Mircea Tiberian, 2008

Mircea Tiberian (* 4. Mai 1955 in Cluj-Napoca, Kreis Cluj) ist ein rumänischer Jazz-Pianist.

## Leben und Wirken
Tiberian wuchs in Sibiu auf und kam 1975 nach Bukarest, wo er bis 1980 an der Nationalen Musikuniversität Bukarest studierte. Er debütierte 1974 beim Internationalen Jazzfestival in Sibiu. Von 1979 bis 1981 war er Mitglied des Teatrul Muzical Ion Vasilescu in Bukarest. Ab 1984 leitete er gemeinsam mit Liviu Butoi ein Quartett, außerdem war er Coleader des Trios Labirint und der Romanian All Stars. Mit Dan Mândrilă und Nicolas Simion spielte er in der Gruppe Opus 4.
Zwischen 1990 und 1993 war er Mitglied der Romanian Big Band. 1998 gründete er mit Maurice de Martin das ost-westeuropäische Jazzorchester Interzone. Seit Mitte der 1990er Jahre beteiligte er sich an mehreren multimedialen Projekten: Incursiuni (1996), Liniada (1999) und Agnus Dei (2000). Er arbeitete mit europäischen und US-amerikanischen Musikern wie Larry Coryell, Tomasz Stańko, Herb Robertson, Ed Schuller, John Betsch, Nicolas Simion, Adam Pierończyk, Theo Jörgensmann, Johnny Răducanu, Aura Urziceanu und Anca Parghel zusammen.
Tiberian unterrichtet Jazz an den Musikakademien von Bukarest und Cluj-Napoca und ist künstlerischer Leiter des International Jazz Festival von Bukarest.

## Diskographie
- Anca Parghel/Mircea Tiberian: Magic Bird, 1988
- Never Ending Story mit Cristian Soleanu, Cătălin Rasvan, Pedro Negrescu, Decebal Badila, Tudy Zaharescu, Eugen Gondi, 1992
- Workin’ Underground, 1994
- Alone in Heaven mit Cristian Soleanu, Gildas Scouarnec, Peter Perfido, 1998
- Interzone: Interzone, 1999
- Hotel of Three Beginnings, 2000
- Interzone Plays with Adam Pieronczyk, 2000
- Interzone: Crossing Atlas 45, 2001
- Interzone: Transylvanian Grace, 2002
- Back to My Angel, 2002
- Eleven mit Daniel Erdmann, Kalle Kalima, Johannes Fink, Maurice de Martin, 2002
- Maria Răducanu, Mircea Tiberian Lumini mit Maria Răducanu, 2003
- Mircea Tiberian, Maria Răducanu, Ben Abarbanel-Wolff, Maurice de Martin, Viața Lumii,  2003
- Palindrome mit Daniel Erdmann, Kalle Kalima, Oliver Potratz, Peter Perfido, 2003
- Nicolas Simion: Balkan Jazz mit Geoff Goodman, Martin Gjakonovski, Dusko Goykovich, 2003
- Dinner for One, 2013
- Maria Răducanu / Mircea Tiberian Corindeni, 2014
- Tiberian / Dahlgren / de Martin Raphael, 2016
- Back to my Angel, 2019
- Micea Tiberian, Maurice de Martin: Dance Around the Dragon Tree, 2020